# Antígono (filho de Equécrates)
Antígono, filho de Equécrates, foi um sobrinho de Antígono Dóson e um dos amigos fieis do rei Filipe V da Macedónia. Ele foi morto por Perseu da Macedónia.

## Família
Antígono era filho de Equécrates, e recebeu este nome em honra a seu tio paterno,
Antígono Dóson, que foi o guardião de Filipe V da Macedónia e se distinguiu em batalha contra Cleômenes III, o lacedemônio.
Antígono foi uma das pessoas honradas com a amizade de Filipe V, e era incorruptível.

## Reinado de Filipe V
Demétrio, filho de Filipe, havia sido assassinado a mando do pai, que acreditou que Demétrio estava conspirando contra ele. 
Antígono desconfiou que Apelles e Philocles, que haviam ido com Demétrio para Roma, estavam envolvidos na falsificação da carta que incriminara Demétrio. Quando Xynthus se encontrou com Antígono, foi preso, e confessou a trama de Apelles e Philocles.
Filipe ficou ainda mais deprimido com a notícia, mas Perseu, seu outro filho, estava forte o suficiente para não precisar mais fugir.
Filipe chamou Antígono, e disse que ele seria uma pessoa digna da coroa, por causa do seu tio, já que não havia mais como ressuscitar Demétrio. Filipe cobriu Antígono de honras, levando-o consigo, mas morreu de doença em Anfípolis.

## Após a morte de Filipe
Perseu tomou o trono de surpresa,  e, logo, condenou Antígono à morte.